# Útközben
Az Útközben a Fonográf ötödik nagylemeze, amely 1978-ban jelent meg.

## Az album dalai
1. 1978 (Szörényi Levente - Bródy János)
2. Király Nagy Ági (Szörényi Levente - Bródy János)
3. Mosolyod vigasztal (Tolcsvay László - Bródy János)
4. Ez már így szokás (Szörényi Levente - Bródy János)
5. Útközben (Szörényi Levente - Bródy János)
6. Elvesztett illúziók[1] (Tolcsvay László - Bródy János)
7. Menjünk, gyerekek (Móricz Mihály - Bródy János)
8. Hunyd le a szemed (Tolcsvay László - Bródy János)
9. Ha szerelem kell (Szörényi Levente - Bródy János)
10. Gondolj néha rám (Szörényi Levente - Bródy János)